# Leichtathletik-Weltmeisterschaften 2023/Teilnehmer (Schweiz)
| Gelbes Symbol für Goldmedaillen mit stilisierten Olympischen Ringen | Graues Symbol für Silbermedaillen mit stilisierten Olympischen Ringen | Braundes Symbol für Bronzemedaillen mit stilisierten Olympischen Ringen |
| ------------------------------------------------------------------- | --------------------------------------------------------------------- | ----------------------------------------------------------------------- |
| –                                                                   | –                                                                     | –                                                                       |

Der Schweizer Verband Swiss Athletics selektionierte 39 Athletinnen und Athleten für die Leichtathletik-Weltmeisterschaften 2023 in Budapest.

## Ergebnisse

### Männer

#### Laufdisziplinen
| Athlet | Disziplin    | Vorlauf      | Vorlauf | Halbfinale  | Halbfinale | Finale  | Finale |
| Athlet | Disziplin    | Zeit         | Platz   | Zeit        | Platz      | Zeit    | Platz  |
| --- | ------------ | ------------ | ------- | ----------- | ---------- | ------- | ------ |
| William Reais | 200 m        | 20,50 s      | 03      | 20,67 s     | 08         | DNQ     | DNQ    |
| Ricky Petrucciani | 400 m        | DNS          | DNS     | DNQ         | DNQ        | -       | -      |
| Lionel Spitz | 400 m        | 45,69 s      | 05      | DNQ         | DNQ        | -       | -      |
| Tom Elmer | 1500 m       | 3:55,72 min  | 14      | 3:38,33 min | 11         | DNQ     | DNQ    |
| Jonas Raess | 5000 m       | 13:37,84 min | 12      |             |            | DNQ     | DNQ    |
| Adrian Lehmann | Marathon     |              |         |             |            | DNS     | DNS    |
| Simon Tesfay | Marathon     |              |         |             |            | DNF     | DNF    |
| Jason Joseph | 110 m Hürden | 13,38 s      | 04      | 13,25 s     | 04         | 13,28 s | 07     |
| Finley Gaio | 110 m Hürden | 13,61 s      | 05      | DNQ         | DNQ        | -       | -      |
| Julien Bonvin | 400 m Hürden | 49,19 s SB   | 03      | 49,75 s     | 08         | DNQ     | DNQ    |
| Dany Brand | 400 m Hürden | 49,69 s      | 05      | DNQ         | DNQ        | –       | –      |
| Enrico Güntert Bradley Lestrade Pascal Macini Felix Svensson nicht auf der Startliste: Timothé Mumenthaler Silvan Wicky | 4 × 100 m    | 38,65 s      | 07      |             |            | DNQ     | DNQ    |

#### Sprung/Wurf
| Athlet          | Disziplin      | Qualifikation | Qualifikation | Finale     | Finale |
| Athlet          | Disziplin      | Weite/Höhe    | Platz         | Weite/Höhe | Platz  |
| --------------- | -------------- | ------------- | ------------- | ---------- | ------ |
| Dominik Alberto | Stabhochsprung | NM            | NM            | DNQ        | DNQ    |
| Simon Ehammer   | Weitsprung     | 8,13 m        | 06            | 7,87 m     | 09     |

### Frauen

#### Laufdisziplinen
| Athletin | Disziplin    | Vorlauf        | Vorlauf | Halbfinale  | Halbfinale | Finale  | Finale |
| Athletin | Disziplin    | Zeit           | Platz   | Zeit        | Platz      | Zeit    | Platz  |
| --- | ------------ | -------------- | ------- | ----------- | ---------- | ------- | ------ |
| Géraldine Frey                                                                                                   | 100 m        | 11,26 s        | 04      | 11,28 s     | 08         | DNQ     | DNQ    |
| Mujinga Kambundji                                                                                                | 100 m        | 11,08 s        | 02      | 11,05 s SB  | 05         | DNQ     | DNQ    |
| Salomé Kora | 100 m        | 12,18 s        | 06      | DNQ         | DNQ        | -       | -      |
| Léonie Pointet                                                                                                   | 200 m        | 23,16 s PB     | 05      | DNQ         | DNQ        | -       | -      |
| Giulia Senn | 400 m        | 52,66 s        | 06      | DNQ         | DNQ        | -       | -      |
| Rachel Pellaud                                                                                                   | 800 m        | 2:01,05 min    | 05      | DNQ         | DNQ        | –       | –      |
| Lore Hoffmann | 800 m        | 2:00,14 min PB | 03      | 2:01,05 min | 05         | DNQ     | DNQ    |
| Audrey Werro | 800 m        | 2:01,03 min    | 06      | DNQ         | DNQ        | –       | –      |
| Joceline Wind | 1500 m       | 4:14,86 min    | 14      | DNQ         | DNQ        | –       | –      |
| Ditaji Kambundji                                                                                                 | 100 m Hürden | 12,71 s        | 03      | 12,50 s     | 03         | 12,70 s | 07     |
| Yasmin Giger | 400 m Hürden | 56,16 s        | 06      | DNQ         | DNQ        | –       | –      |
| Géraldine Frey Melissa Gutschmidt Salomé Kora Natacha Kouni nicht auf der Startliste: Lena Weiss                 | 4 × 100 m    | 42,64 s SB     | 03      |             |            | DQ      | DQ     |
| Catia Gubelmann Julia Niederberger Rachel Pellaud Giulia Senn nicht auf der Startliste: Céline Bürgi Lena Wernli | 4 × 400 m    | 3:29,07 min    | 06      |             |            | DNQ     | DNQ    |

#### Sprung/Wurf
| Athletin       | Disziplin      | Qualifikation | Qualifikation | Finale     | Finale |
| Athletin       | Disziplin      | Weite/Höhe    | Platz         | Weite/Höhe | Platz  |
| -------------- | -------------- | ------------- | ------------- | ---------- | ------ |
| Angelica Moser | Stabhochsprung | 4,65 m SB     | 05            | 4,75 m SB  | 05     |

#### Siebenkampf
| Athletin    | Disziplin | 100 m Hürden | Hochsprung | Kugelstoßen | 200 m | Weitsprung | Speerwurf | 800 m | Punkte | Platz |
| ----------- | --------- | ------------ | ---------- | ----------- | ----- | ---------- | --------- | ----- | ------ | ----- |
| Annik Kälin | Ergebnis  | 13,36 s      | 1,71 m     | DNS         | DNS   | DNF        | DNF       | DNF   | DNF    | DNF   |
| Annik Kälin | Punkte    | 1071         | 867        | 0           | 0     | DNF        | DNF       | DNF   | DNF    | DNF   |